# Os-外星人
《Os-外星人》（日语：Os-宇宙人），於2011年4月27日由King Records發行。

## 概要
表題曲「Os-外星人」，是電視動畫《電波女&青春男》的片頭曲。擔任劇中女主角的藤和艾利歐（CV：大龜明日香）擔當主唱部分。其他部分則由音樂組織「神聖かまってちゃん
」成員負責。當中專門作曲和作詞的成員，認為歌曲的關鍵字是「青春」和「外星人」。他喜歡這首歌的歌詞，認為是他製作歌曲以來言詞較散的情歌。 
2010年12月中旬，被委託製作《電波女&青春男》片頭曲。當時的正陷於低迷狀態，但仍接受委託。隨後他閉關了一段時間，沒有參與所屬唱片公司和「神聖かまってちゃん」的任何活動，終於在2011年1月中旬完成了「Os-外星人」的音樂範本。
2月，正式展開為期四天的編曲及錄音工作，由「神聖かまってちゃん
」對仍算新人的大龜明日香進行歌唱指導。 
本曲發售後三天的4月30日，音樂組織在NICONICO動畫發佈了親自試唱的惡搞版本「大島外星人」。
同碟另一首歌曲是「從被爐注視世界地圖」。「Os-外星人」錄音後，唱片公司十分滿意歌曲表現，希望再為大龜明日香多出一首歌曲，接受委託並製作了這首歌。

## 收錄歌曲
全部歌曲之作詞、作曲：；編曲：神聖的
| 曲序     | 曲目                   | 时长  |
| -------- | ---------------------- | ----- |
| 1.       | （Os-外星人）          | 3:23  |
| 2.       | （從被爐注視世界地圖） | 3:06  |
| 3.       | (off vocal ver.)       | 3:23  |
| 4.       | (off vocal ver.)       | 3:06  |
| 总时长： | 总时长：               | 12:58 |

## 演奏成員
- 主唱：藤和艾利歐（CV：大龜明日香）
- 電子琴：mono
- 結他、和聲：
- 爵士鼓：
- 貝斯：

## 外部連結
- Starchild:電波女&青春男 產品（页面存档备份，存于）